# Богдалова, Иржина
Иржина (Йиржина) Богдалова (чеш. Jiřina Bohdalová; род. 3 мая 1931, Прага, Чехословакия) — чешская и чехословацкая актриса

 театра, кино и телевидения, мастер дубляжа. Одна из самых известных актрис кино и театра в Чехии. Заслуженная артистка ЧССР (1985).

## Биография
Начала заниматься творчеством в театре и кино в раннем возрасте. С третьей попытки поступила на театральный факультет Академии исполнительских искусств в Праге (DAMU). После окончания учёбы в 1957 году по приглашению Яна Вериха присоединилась к труппе театра Divadlo ABC (1957—1962). Позже выступала на сценах «Городского театра Праги» (Mestská divadla pražská) (1962—1966). С 1967-го постоянно работает в «Театре на Виноградах» (Divadlo na Vinohradech).
Стала популярной актрисой озвучивания, особенно телевизионных персонажей в детских передачах, включая «Сказки из мха и папоротника» (Pohádky z mechu a kapradí, 1968), «Маленький Ридман» (Rákosníček, 1977), «Маленькая ведьма» (Malá čaroděj) 1984), «О Пикси Ракочайл» (O skřítku Racochejlovi, 1997) и т. д. Много снималась в кино, телевизионных фильмах, сериалах, спектаклях и многих собственных программах.
Была замужем за Радославом Брзобогатым.

## Избранная фильмография
- 1952: Похищение
- 1956: Вина Владимира Ольмера
- 1956: Поправьте фокус!
- 1956: Путешествие Гонзика
- 1956: Фокус, пожалуйста!
- 1957: Отправление 13:30 — пассажирка Валери Жиру
- 1957: Школа отцов  — учитель Залешакова
- 1957: Дедушка-автомобиль  — невеста
- 1958: Сегодня в последний раз
- 1959: Майские звёзды — девушка в трамвае
- 1959: Медведь и привидения — Анешка
- 1960: О медведе Андрейке — Анешка
- 1960: Цирк едет
- 1961: Лабиринт сердца — Марта Кавалирова
- 1961: Сколько слов нужно для любви?
- 1961: Флориан
- 1962: Анечка идёт в школу  — учитель Милада Ржехакова
- 1962: Воскресенье в будний день — Аничка
- 1963: Вот придёт кот — Юлия, секретарь директора
- 1963: Король королю — Ленка, парикмахерша
- 1963: Страх — Вера
- 1964: Звезда по имени Полынь — Тонка, "Полынь"
- 1964: Ковёр и мошенник — Маничка, невестка Голуба
- 1964: Комедия с дверной ручкой — Зузана Витова
- 1965: Белая пани — Андула, официантка
- 1966: Дама на рельсах — Мария Куцерова
- 1967: Строго засекреченные премьеры — Лида, жена Владимира
- 1969: Прожигатели жизни — Божка
- 1969: Решительная барышня — Здена Микова
- 1970: Ухо — Анна
- 1970: Четырёх убийств достаточно, дорогая — Сабрина
- 1970-1978: Пан Тау (сериал)
- 1971: Женщины вне игры — Эма
- 1971: Палач не может ждать
- 1975: Пан Тау и лампа Аладдина
- 1976: Человек на ратушной
- 1977: Все против всех
- 1981: Как испечь счастье — Ведьма
- 1983: Летающий Честмир — Клепачова
- 1983: Румбурак
- 1984: Мы все, обязательно посещающие школу (ТВ сериал) — Мария Йоклова
- 1991: Состав преступления
- 1992: Каченка и призраки
- 1993: Бессмертная тетушка — Тетушка Зависть
- 1995: Фани
- 1997: Жар-птица — Ядвига
- 1998: Лебединое озеро  — проводник
- 2011: Оксана в стране чудес

## Награды
- Большой крест ордена Белого льва (2021)[4]
- Медаль «За заслуги» I степени (2013)[5]
- Заслуженная артистка ЧССР (1985)
- Лауреат премии «Чешский лев» (1993, 1995).
- С 1993 по 2002 год десять раз побеждала в категории «актриса» журнал Týdeník Televize, внесена в Зал славы.